# TKOの黒船☆ジャパン
『TKOの黒船☆ジャパン』（ティーケーオーのくろふねジャパン）とは2010年4月3日から9月11日までテレビ神奈川（tvk）で放送されていたバラエティ番組である。TKOの冠番組でもある。放送時間は毎週土曜日の22:00 - 22:30（JST）。
日本通の外国人をゲストに迎え、「黒船ポイント」と称して「日本が世界に誇る文化」を再発見し、紹介して行く番組である。
公式ホームページは当初から制作されていない。

## 出演者

### レギュラー
ナビゲーター
- 木本武宏（TKO）
- あびる優

謎の外国人
- 木下隆行（TKO）　ウッディ・アンダーソンを演じてる。

### 黒船先生
- ロバート・ボールドウィン
- イアン・ムーア
- 安堵龍
- スチュアート・オー
- アベディン
- ジェン

ほか

## スタッフ
- ナレーション：大海吾郎
- 構成：山形遼介、川野将一、森泉たつひで、久松知博、建部和史、岡伸晃
- CAM：宿南和茂、徳久裕
- 音声：佐藤多喜雄
- CA：高橋勇士
- CG：渡部佳宜
- スタイリスト：小野寺みゆき
- 音効：岩下康洋
- 編集：今井敏明
- MA：松尾隆裕
- 協力：J-crew、e-naスタジオ、サウンドエッグノッグ
- 広報：種子島幸（tvk）
- AP：鈴木佐江子
- ディレクター：田島まさる、岡トヲル、植田智人
- 演出：田川博之、佐藤俊一郎
- 制作：岩田悦子（tvk）、成田肇（イースト・エンタテインメント）
- プロデューサー：笹原彰夫（tvk）、手塚公一（イースト・エンタテインメント）
- 制作著作：tvk、イースト・エンタテインメント（2010年9月から、2010年8月までがイーストと表記）

## 各地の放送時間とネット局
| 放送対象地域 | 放送局              | 系列          | 放送曜日及び放送時間   | 放送日の遅れ | 備考 |
| ------------ | ------------------- | ------------- | ---------------------- | ------------ | ---- |
| 神奈川県     | テレビ神奈川（tvk） | 東名阪ネット6 | 毎週土曜 22:00 - 22:30 | 制作局       |      |
| 千葉県       | チバテレビ          | 東名阪ネット6 | 毎週木曜 21:00 - 21:30 | 40日遅れ     |      |
| 兵庫県       | サンテレビ          | 東名阪ネット6 | 毎週日曜 24:30 - 25:00 | 8日遅れ      | 深夜 |
| 京都府       | KBS京都             | 東名阪ネット6 | 毎週水曜 21:20 - 21:50 | 9日遅れ      |      |
| 埼玉県       | テレ玉              | 東名阪ネット6 | 毎週火曜 25:30 - 26:00 | 10日遅れ     | 深夜 |
| 三重県       | 三重テレビ          | 東名阪ネット6 | 毎週月曜 19:00 - 19:30 | 30日遅れ     |      |

※チバテレビは、マリーンズナイターの放送時間延長によって度々休止していた。（10月21日に最終回が放映）
| tvk 土曜22時枠前半                              | tvk 土曜22時枠前半                     | tvk 土曜22時枠前半               |
| 前番組                                          | 番組名                                 | 次番組                           |
| ----------------------------------------------- | -------------------------------------- | -------------------------------- |
| 中西哲生のJust Japan （ここまで政府広報番組枠） | TKOの黒船☆ジャパン （2010.4.3 - 9.11） | ワケありバンジー （2010.10.2 -） |